# جواس
جَوَّاس والأنثى جواسة (الاسم العلمي Cyclommatus). جنس خنافس من فصيلة خنافس الآيل ورتبة غمديات الأجنحة. أنواعة المعروفة قليلة. خنافسها ويرقاتها دامنة تعيش على المواد النباتية المنحلة. أجسامها متباينة القد والشكل بين الذكر والأنثى. أطوال ذكورها ترواح من 24 إلى 32 مم. أما إناثها فمن 18 إلى 22 مم. ذكورها مستغلظة الرؤوس الكبيرة. عظيمة التآشير مستطيلة الزباني المرفقة. الدرقية الأطراف. إناثها مفلطحة الكواسل والبطون صغيرة التآشير والزباني. عيونها كبيرة، جاحظة، عند الشقين. أغمادها صلبة. قوائمها نشيطة. ظنابيب إناثها مسنن شائكة.

## التوزيع
توجد في أجزاء كثيرة من العالم بما في ذلك الدول التالية: أفغانستان، بوتان، الصين، أيسلندا، الهند، اندونيسيا، اليابان، لاوس،ماليزيا، ميانمار، نيبال،بابوا غينيا الجديدة، الفلبين، سيراليون، سنغافورة، جزر سليمان، تايوان، تايلاند وفيتنام.